# Teoria di ricerca bayesiana
La teoria di ricerca bayesiana è l'applicazione della statistica bayesiana alla ricerca di oggetti perduti. È stata utilizzata diverse volte per trovare imbarcazioni perse in mare, come ad esempio il sottomarino statunitense USS Scorpion, ed è stata utile anche nella ricerca delle scatole nere dopo il disastro del volo Air France 447 del 2009.

## Procedura
La procedura comunemente applicata è la seguente:
1. si formulano tutte le possibili ragionevoli ipotesi per spiegare che cosa possa essere accaduto all'oggetto;
2. per ciascuna ipotesi si costruisce una funzione di densità di probabilità per la posizione dell'oggetto;
3. si costruisce una funzione che dia la probabilità di trovare l'oggetto nel luogo X cercandolo in quel luogo; in una ricerca in mare, questa probabilità è di solito una funzione della profondità: in acque poco profonde le probabilità di trovare l'oggetto sono buone, mentre in acque più profonde esse sono più basse, anche nel caso che si stia cercando nel posto giusto;
4. si utilizzano i dati trovati nei punti precedenti per creare una mappa di densità di probabilità: di solito ciò si ottiene semplicemente moltiplicando tra loro le due funzioni; si ottiene la probabilità di trovare l'oggetto nel luogo X per ogni possibile luogo X; questi dati possono essere rappresentati su di una mappa isoclina;
5. si costruisce un percorso di ricerca partendo dal luogo con probabilità massima e cercando prima nelle aree con maggiore probabilità, passando poi a quelle di livello intermedio e lasciando per ultime quelle a probabilità più bassa;
6. le probabilità vengono riviste durante tutta la ricerca: ad esempio, se le ipotesi per il luogo X prevedono che l'oggetto, per poter trovarsi lì, deve essersi disintegrato ma non si trovano frammenti in quel luogo, la probabilità che l'oggetto si trovi in quell'area deve essere ridotta, mentre quella che esso si trovi da un'altra parte aumenta conseguentemente; il processo di revisione viene condotto applicando il teorema di Bayes.

In pratica, si cerca prima dove la probabilità di trovare l'oggetto è più alta, passando poi alle zone dove essa è più bassa, finché l'oggetto non viene trovato o si decide di interrompere le ricerche.
I vantaggi del metodo bayesiano consistono nel fatto che tutte le informazioni disponibili vengono utilizzate e che si possono facilmente stimare i costi di ricerca per qualunque probabilità di successo data. Ad esempio, prima dell'inizio delle ricerche si potrebbe calcolare che ci sia il 65% di probabilità di trovare l'oggetto nei primi 5 giorni di ricerca, il 90% di probabilità di trovarlo nei primi 10 giorni e il 97% nei primi 15 giorni; ciò permetterebbe di stabilire la convenienza economica della ricerca per valutare se avviarla o meno.
Oltre al sottomarino USS Scorpion, altre imbarcazioni trovate applicando il metodo di ricerca bayesiana sono la MV Derbyshire, la più grande nave inglese mai persa in mare, e la SS Central America. È stato utile anche per ritrovare una bomba all’idrogeno finita in mare nel 1966 vicino a Palomares, in Spagna, e l'aereo del volo Air France 447 nell'oceano Atlantico.
La teoria di ricerca bayesiana è incorporata nel software CASP (Computer Assisted Search Program) usato dalla United States Coast Guard per pianificare le missioni di ricerca e soccorso. Questo software è stato successivamente adattato per la ricerca sulla terraferma e viene utilizzato anche dalla United States Air Force e dal Civil Air Patrol.

## Teoria matematica
Si supponga che un riquadro di una griglia abbia una probabilità p di contenere l'oggetto della ricerca e che la probabilità di riuscire a trovarlo cercando proprio in quel riquadro sia q. Se le ricerche nel riquadro danno esito negativo, secondo il teorema di Bayes, la probabilità rivista che l'oggetto si trovi in quel riquadro è data da
{\displaystyle p'={\frac {p(1-q)}{(1-p)+p(1-q)}}=p{\frac {1-q}{1-pq}}<p.}
Per ogni altro riquadro, se la sua precedente probabilità era r, essa diviene
{\displaystyle r'=r{\frac {1}{1-pq}}>r.}